# 陳忠羿
陳忠羿（1988年—），臺灣羽毛球運動員，曾參與2013年、2017年、2021年聽奧會，於2017奪得混合團體銅牌，2021年奪得混團及混雙銅牌。畢業於台灣首府大學。

## 生平
陳忠羿的父親是水泥工、母親於早餐店工作，小學一年級時因發燒不敢告知父母而延誤就醫，被發覺異狀時雙耳神經已壞死，從此得依靠助聽器生活。陳忠羿為了發展自己的專長，就讀慈惠護專期間專研田徑，鉛球項目曾獲得全國聽障運動會第三名；2008年抱著「玩」的心情參加大專杯聽障羽球賽，意外取得第三名，從此開始正式訓練，在2010年於全國聽障羽球錦標賽獲得第三名，因而入選亞太聽障錦標賽代表隊，並搭檔范榮玉獲得混合雙打季軍。為了籌措經費，陳忠羿必須到學校擔任鐘點教練，抑或替球友拉線，藉以報名比賽維持手感及生活所需。
為了專心訓練羽球，陳忠羿從慈惠護專畢業後插大就讀台灣首府大學休閒管理學系三年級，轉投前羽球國手兼聽障者體育運動協會羽球代表隊總教練黃全成門下接受訓練，於大四時在2011年世界聽障錦標賽獲得混雙第五名。
陳忠羿在混合雙打項目表現較佳，他與范榮玉的混雙組合曾獲2014年亞太聽障錦標賽冠軍、2015年亞太聽障運動會金牌，在世界聽障錦標賽亦曾獲兩次季軍（2015年、2019年）。2013年，陳忠羿首度參加聽障奧林匹克運動會；2017年聽奧會，獲得混合團體銅牌。2021年聽奧會，再次獲得混合團體銅牌，並與范榮玉奪得混合雙打銅牌。

## 主要比賽成績
| 年份   | 賽事                       | 項目     | 搭檔   | 成績 |
| ------ | -------------------------- | -------- | ------ | ---- |
| 2010年 | 亞太聽障羽球錦標賽         | 混合雙打 | 范榮玉 | 季軍 |
| 2012年 | 亞太聽障運動會羽球比賽     | 混合團體 | －     | 銅牌 |
| 2012年 | 亞太聽障運動會羽球比賽     | 混合雙打 | 范榮玉 | 銅牌 |
| 2014年 | 亞太聽障羽球錦標賽         | 混合團體 | －     | 亞軍 |
| 2014年 | 亞太聽障羽球錦標賽         | 混合雙打 | 范榮玉 | 冠軍 |
| 2015年 | 世界聽障羽球錦標賽         | 混合團體 | －     | 亞軍 |
| 2015年 | 世界聽障羽球錦標賽         | 混合雙打 | 范榮玉 | 季軍 |
| 2015年 | 亞太聽障運動會羽球比賽     | 混合團體 | －     | 金牌 |
| 2015年 | 亞太聽障運動會羽球比賽     | 男子雙打 | 黃丞逸 | 銀牌 |
| 2015年 | 亞太聽障運動會羽球比賽     | 混合雙打 | 范榮玉 | 金牌 |
| 2017年 | 听障奥林匹克运动会羽球比賽 | 混合團體 | －     | 銅牌 |
| 2018年 | 亞太聽障羽球錦標賽         | 混合雙打 | 范榮玉 | 冠軍 |
| 2019年 | 世界聽障羽球錦標賽         | 混合團體 | －     | 亞軍 |
| 2019年 | 世界聽障羽球錦標賽         | 混合雙打 | 范榮玉 | 季軍 |
| 2022年 | 聽障奧林匹克運動會羽球比賽 | 混合團體 | －     | 銅牌 |
| 2022年 | 聽障奧林匹克運動會羽球比賽 | 混合雙打 | 范榮玉 | 銅牌 |
| 2023年 | 世界聽障羽毛球錦標賽       | 混合團體 | －     | 季軍 |
| 2023年 | 世界聽障羽毛球錦標賽       | 男子雙打 | 鄭成鼎 | 季軍 |
| 2023年 | 世界聽障羽毛球錦標賽       | 混合雙打 | 沈彥汝 | 季軍 |

## 外部連結
- 陳忠羿於國際聽障運動總會的個人資料 （页面存档备份，存于）
- 陳忠羿於中華民國聽障者體育運動協會的個人資料 （页面存档备份，存于）